# Хлорхінальдол
Хлорхінальдол — синтетичний антибіотик, антипротозойний препарат та протигрибковий препарат, що є похідним 8-оксихіноліну, для місцевого застосування.

## Фармакологічні властивості
Хлорхінальдол — синтетичний антибіотик, антипротозойний препарат та протигрибковий препарат, що є похідним 8-оксихіноліну, широкого спектра дії. Механізм дії препарату полягає у блокуванні кофакторів — металів, що входять до складу деяких ферментів бактерій та грибків. До препарату активні більшість грампозитивних та грамнегативних бактерій: стафілококи, стрептококи, Escherichia coli, Enterobacter spp., сальмонели, клебсієли, шиґели, Pseudomonas spp., єрсинії, Enterococcus spp., Proteus spp., Corynebacterium spp., холерний вібріон; а також грибки родів Candida spp, Aspergillus spp., Penicillium spp. та дерматофіти. Чутливими до хлорхінальдолу є також трихомонади, амеби та лямблії. При прийомі всередину хлохінальдол погано всмоктується, біодоступність препарату складає близько 25 %. Застосовують препарат переважно місцево. Дані за системний метаболізм хлорхінальдолу відсутні.

## Показання до застосування
Хлорхінальдол застосовують при запальних захворюваннях ротової порожнини, стоматиті, грибковому ураженні ротової порожнини, кольпітах та вульвовагінітах грибкової та бактеріальної етіології, дисбіозі.

## Побічна дія
При застосуванні хлорхінальдолу рідко спостерігають наступні побічні ефекти: біль у животі, нудота, блювання, діарея, головний біль, периферична нейропатія або мієлопатія, ураження зорового нерва, гарячка, висипання на шкірі, свербіж шкіри, контактний дерматит, висипання або свербіж у ділянці статевих органів.

## Протипокази
Хлорхінальдол протипоказаний при підвищеній чутливості до препарату, вагітності та годуванні грудьми. При системному застосуванні препарат протипоказаний при важких порушеннях функції печінки та нирок, захворюваннях периферичних нервів та захворюваннях зорового нерва.

## Форми випуску
Хлорхінальдол випускається у вигляді таблеток по 0,002 г; вагінальних суппозиторіїв по 0,015 г та 0,5 % мазі у тубах по 30 г.